# Novo Mundo
Novo Mundo är en kommun i Brasilien.   Den ligger i delstaten Mato Grosso, i den centrala delen av landet, 1 000 km nordväst om huvudstaden Brasília. Antalet invånare är 7 069.
Omgivningarna runt Novo Mundo är huvudsakligen savann. Trakten runt Novo Mundo är nära nog obefolkad, med mindre än två invånare per kvadratkilometer.